# SchilliX
SchilliX es una distribución Live CD del sistema operativo OpenSolaris. SchilliX fue publicada el 17 de junio de 2005, solo tres días después de que el código fuente de OpenSolaris fuese liberado por Sun Microsystems. Fue por tanto la primera distribución binaria de OpenSolaris. Contiene el kernel y el software de espacio de usuario (userland), conocido como "ON" (Operating System/Networking), junto a algunas otras partes no presentes. Los desarrolladores iniciales de SchilliX fueron Jörg Schilling, Fabian Otto, Thomas Blaesing, y Tobias Kirschstein.
La versión actual es la 0.7.0 y fue publicada el 23 de julio de 2010, a partir de la build 130 de OpenSolaris Nevada.